# 11 Dywizjon Rakietowy Obrony Powietrznej
11 dywizjon rakietowy Obrony Powietrznej (11 dr OP) – samodzielny pododdział Wojsk Obrony Przeciwlotniczej Wojsk Lotniczych i Obrony Powietrznej.
Dywizjon stacjonował w  Kuźni Raciborskiej, podlegał dowódcy 1 Brygady Rakietowej Obrony Powietrznej Kraju. Został rozformowany w 1990 roku.

## Historia
Zgodnie z rozkazem MON nr 005/Oper. z dnia 28 stycznia 1961, następnie zarządzeniem Szefa Sztabu Generalnego WP Nr 0012/Org. z dnia 9 lutego 1962 i rozkazem dowódcy 1 Korpusu OPK Nr 0030/Org. z 26 marca 1962, przystąpiono do formowania 11 dywizjonu ogniowego artylerii rakietowej na bazie rozformowanych 96. i 89. pułków artylerii przeciwlotniczej.
Zasadniczym sprzętem bojowym dywizjonu był PZR SA-75 Dźwina.
Dywizjon włączony został w system dyżurów bojowych Wojsk OPK razem z 13 DA OPK w 1964 roku.

## Dowódcy dywizjonu
- ppłk Ryszard Rząsa –	1962–1968
- ppłk Bolesław Rabiec – 1968–1978
- kpt. Antoni Kocot – 1978–1980
- mjr Ryszard Żuk – 1980–1983
- mjr Jan Kupiec – 1984–1985
- ppłk Bogdan Nowak – 1985–1988
- kpt. Krzysztof Fabianowski – 1988–1990

## Podległość
- 13 Dywizja Artylerii Obrony Powietrznej Kraju im. Powstańców Śląskich – 1962–1967
- 1 Dywizja Artylerii Przeciwlotniczej Obrony Powietrznej Kraju im. Powstańców Śląskich – 1967–1988
- 1 Brygada Rakietowa Obrony Powietrznej Kraju – 1988–1990